# Информационная кампания
Информационная кампания — это спланированный с определенными целями и задачами поток информации, распространяемый с помощью различных средств и каналов массового и индивидуального информирования, который характеризуется протяженностью во времени и интенсивностью.

## Типы информационных кампаний
- по видам активности
  - Медийные — кампании для реализации которых используются только СМИ.
  - Коммуникационные  — кампании, используются не только СМИ, но другие коммуникационные ресурсы: листовки, прямые почтовые рассылки, средства наглядной агитации и пр.
  - Комплексные — шествия, митинги, филантропические акции и т.п.
- по цели
  - Стратегические  — ориентированы на достижение стратегических целей, как то: сохранение и смена конституционного строя, достижение страной международного авторитета и т.п., и, как правило, отличаются большой протяженностью во времени (длятся иногда годами).
  - Тактические  — ориентированы на достижение тактических целей, как то: обеспечение поддержки тех или иных программ, формирование имиджей политическим лидерам и их движениям и т.п.
- по временной протяженности долговременность и кратковременность кампании, как правило, зависит от цели, на которую ориентирована информационная кампания.
- по интенсивности
  - Массированными называются информационные кампании, генерирующие  беспрерывный поток информации, как то: предвыборные кампании, кампании по подготовке референдума.
  - Дискретными называются кампании, в ходе которых генерируется прерывистый поток информации.
- по распространенности
  - Глобальные кампании ориентированы на формирование общественного мнения в пределах страны и международного сообщества, или формирование массового сознания всего общества.
  - Локальные — ориентированные на конкретный регион или формирование массового сознания конкретной социальной группы.

## Субъекты информационного процесса
- Журналисты
- Ньюсмейкеры
- Источники информации
- Эксперты
- Рекламодатели (и иные заказчики)
- Партнеры
- Потребители (читатели)
- Целевая аудитория
- Социум

## Виды долговременных акций в рамках информационной кампании
- Сериалы  — связанные общей темой материалы: очерки, зарисовки и т.п.
- Круглый стол — свободная конференция разнородных участников и экспертов для непосредственного обсуждения определённых проблем со всех сторон.
- Прямая линия — онлайн общение приглашенного гостя со зрителями или слушателями, дозвонившимися в студию. Главной фигурой на прямой линии обычно является узнаваемый и популярный (или чем-то раздражающий) человек.
- Игры и конкурсы в прессе. С помощью игровых элементов, состязательности и развлекательности обычно решаются 2 задачи: 1) активизировать интерес аудитории к проблеме, 2) привлечь дополнительное внимание к своему СМИ.

## Измерение результатов
Для измерения результатов необходимо определиться с KPI (они должны отражать все этапы кампании. Для непосредственной оценки результатов в соответствии с KPI можно использовать систему ARAR, где:
- «А» (action) — активность по организации публикаций. Количество пресс-релизов, пресс-конференций, вышедших интервью и т. д. Показывает интенсивность работы.
- «R» (reach) — охват аудитории вышедшими публикациями.
- «A» (attention) — процент аудитории, прочитавший публикацию.
- «А» (attitude) — какое отношение сформировала аудитория к материалу.
- «R» (reaction) — реакция целевой аудитории на информационную кампанию (покупки, переходы на сайт и т. д.)[1].